# Discesa di Inanna negli Inferi
La Discesa di Inanna negli Inferi è un poema sumero. Come il poema assiro della Discesa di Ištar negli Inferi narra della dea Inanna\Ištar nel Kur e della sua resurrezione. Il testo del poema è il più lungo e complesso su Inanna giunto fino a noi. Il testo proviene per la maggior parte da tavolette rinvenute negli scavi archeologici eseguiti tra il 1889 e il 1900 sulle rovine della città di Nippur, nel sud dell'Iraq.
Due diverse versioni del mito della Discesa negli Inferi sono sopravvissute: una versione sumera che data della terza dinastia di Ur (circa 2112 a.C. – 2004 a.C.) e una versione accadiana dell'inizio del secondo millennio a.C. che chiaramente deriva dalla prima. La versione sumera è lunga circa tre volte quella accadiana ed è molto più ricca di dettagli.

## Il mito
Il mito narra come Inanna scenda nel Kur, gli Inferi (ma il testo superstite non fornisce la ragione del viaggio). Prende con sé sette Me (personificati come accessori e capi di vestiario della dea) e parte con la fida ancella Ninšubur alla cui raccomanda: "Se non tornerò tra 3 giorni e 3 notti, dovrai avvertire gli altri Dei perché riescano a liberarmi!". Bussa alle porte del kur – termine con cui comunemente viene identificato l'oltretomba. Le viene chiesto da parte di Neti, il custode, il motivo di un tale viaggio. Inanna spiega che è venuta per rendere omaggio a sua mostruosa sorella Ereshkigal, signora dell'Oltretomba, e a portarle le sue condoglianze per la morte di Gugalanna, suo marito, il "Toro del cielo" ucciso da Gilgameš. Viene fatta entrare sola e passa attraverso sette porte, ove le vengono sottratti progressivamente i sette Me. Infine, nuda, viene introdotta davanti a Ereshkigal e agli Anunnaki (i giudici degli inferi in questa versione del mito), che la condannano e la mettono a morte. Dopo tre giorni e tre notti, Ninshubur corre a chiedere aiuto per la signora e la sua supplica trova ascolto presso Enki. Il dio modella con lo "sporco" tratto da sotto le sue unghie due creature "né femmina né maschio" (che non potendo generare, non sono soggette al potere della morte): Kurgarra e Galatur. Costoro volano fino negl'Inferi e circuiscono Ereshkigal con le loro lusinghe fino a che ella non promette loro come premio qualunque cosa vogliano. I due chiedono il cadavere di Inanna e, avutolo, fanno risorgere la dea aspergendola del cibo e dell'acqua della vita.
Inanna però non può tornare dagli Inferi senza fornire qualcuno che la sostituisca. I gallu (demoni del destino) le propongono diversi sostituti: Ninshubur, i suoi due figli Shara e Lulal, ma la dea rifiuta di condannare a morte queste persone rimastele fedeli anche mentre era morta. Per ultimo, la conducono dal suo sposo Dumuzi. Dumuzi viene sorpreso mentre siede soddisfatto sul suo trono, sfoggiando ricche vesti, senza portare il lutto per Inanna. Presa dall'ira, Inanna lo consegna ai gallu. Dumuzi riesce a fuggire per opera del dio Utu, ma viene ripreso dopo un lungo inseguimento e condotto agli inferi. La sorella di Dumuzi, Geshtinanna, va alla sua ricerca e le sue lacrime impietosiscono Inanna, che decide di accompagnarla. La dea e la mortale vagano a lungo, finché una "mosca sacra" dice loro dove si trova Dumuzi: in Arali, luogo di confine tra il mondo degli uomini e gli inferi, dove viene raggiunto infine da Inanna e Geshtinanna. Tuttavia, per la legge del Kur, Dumuzi e Geshtinanna devono risiedere a turno per metà dell'anno nel regno di Ereshkigal.
Il mito è generalmente interpretato come una raffigurazione del ciclo della vegetazione. Dumuzi e Geshtinanna (divinità della fertilità), giacciono per sei mesi con Inanna (che rappresenta la potenza della generazione) e per sei mesi con Ereshkigal (il letargo invernale, rappresentato simbolicamente dalla morte). Il dualismo Dumuzi-Geshtinanna viene messo in relazione con l'alternarsi stagionale dei frutti della terra (le messi per Dumuzi e la vite per Geshtinanna).